# تاج النساء بنت رستم
تاج النساء بنت رستم بن أبي الرجاء بن محمد الأصبهانية روت بالإجازة عن أبي منصور عبد الرحمن بن زرق، وأبي الحسن بن عبد السلام، وروى عنها ابن حليل وتوفيت في مكة وعمرها تسعون سنة. أخوها إمام المقام زاهر بن رستم.